# Formula Nippon 2008
La stagione 2008 della Formula Nippon è stata la 13ª stagione della categoria. Il campionato è stato disputato su 8 gare. Tutti i team utilizzano vetture Lola, specificatamente il modello FN06 e possono scegliere come motore il Mugen Honda  HF386E o Toyota RV8J.
Il campione uscente Tsugio Matsuda si è confermato tale con una gara d'anticipo. Assieme al compagno di scuderia Kohei Hirate, Matsuda ha anche vinto per il Team Impul il campionato riservato alle scuderie.

## La pre-stagione

### Calendario
| Gara | Circuito           | Giri | Lunghezza           | Data         |
| ---- | ------------------ | ---- | ------------------- | ------------ |
| 1    | Circuito del Fuji  | 65   | 65x4,4703=290,55 km | 6 aprile     |
| 2    | Circuito di Suzuka | 43   | 43x5,807=249,701 km | 11 maggio    |
| 3    | Circuito di Motegi | 62   | 62x4,801=249,652 km | 22 maggio    |
| 4    | Circuito di Aida   | 68   | 68x3,702=251,736 km | 8 giugno     |
| 5    | Circuito di Suzuka | 30   | 30x5,807=174,210 km | 13 giugno    |
| 6    | Circuito di Suzuka | 20   | 20x5,807=116,140 km | 13 giugno    |
| 7    | Circuito di Motegi | 34   | 34x4,801=163,234 km | 10 agosto    |
| 8    | Circuito di Motegi | 23   | 34x4,801=110,423 km | 10 agosto    |
| 9    | Circuito del Fuji  | 30   | 30x4,470=134,100 km | 31 agosto    |
| 10   | Circuito del Fuji  | 6    | 6x4,470=134,100 km  | 31 agosto    |
| 11   | Circuito di Sugo   | 62   | 62x3,704=229,648 km | 16 settembre |

- Tutte le corse sono disputate in Giappone.

## Piloti e team
| Team                            | Motore | Nr. | Pilota                 | Gare      |
| ------------------------------- | ------ | --- | ---------------------- | --------- |
| Lawson Team Impul               | Toyota | 1   | Tsugio Matsuda         | Tutte     |
| Lawson Team Impul               | Toyota | 2   | Benoît Tréluyer        | Tutte     |
| Kondo Racing                    | Toyota | 3   | Naoki Yokomizo         | Tutte     |
| Kondo Racing                    | Toyota | 4   | João Paulo de Oliveira | Tutte     |
| SGT Team 5Zigen                 | Honda  | 5   | Toshihiro Kaneishi     | Tutte     |
| SGT Team 5Zigen                 | Honda  | 6   | Katsuyuki Hiranaka     | 1-4, 9-11 |
| SGT Team 5Zigen                 | Honda  | 6   | Hiroki Yoshimoto       | 5-8       |
| Team Le Mans                    | Toyota | 7   | Satoshi Motoyama       | Tutte     |
| Team Le Mans                    | Toyota | 8   | Hiroaki Ishiura        | Tutte     |
| TP Checker Impul                | Toyota | 20  | Kohei Hirate           | 1-8, 11   |
| TP Checker Impul                | Toyota | 20  | Richard Lyons          | 9-10      |
| Piaa Nakajima Planing           | Honda  | 31  | Loïc Duval             | Tutte     |
| Piaa Nakajima Planing           | Honda  | 32  | Takashi Kogure         | Tutte     |
| Petronas TOM's                  | Toyota | 36  | André Lotterer         | Tutte     |
| Petronas TOM's                  | Toyota | 37  | Seiji Ara              | Tutte     |
| Docomo Dandelion Racing         | Honda  | 40  | Kosuke Matsuura        | Tutte     |
| Docomo Dandelion Racing         | Honda  | 41  | Takeshi Tsuchiya       | Tutte     |
| Cerumo/Inging                   | Toyota | 47  | Ronnie Quintarelli     | Tutte     |
| Cerumo/Inging                   | Toyota | 48  | Yuji Tachikawa         | Tutte     |
| Autobacs Racing Team Aguri      | Honda  | 55  | Yuji Ide               | Tutte     |
| Autobacs Racing Team Aguri      | Honda  | 56  | Takuya Izawa           | Tutte     |
| Stonemarket Blaak Cerumo Inging | Honda  | 67  | Roberto Streit         | Tutte     |

- Tutte le vetture sono Lola FN06.

## Risultati e classifiche

### Risultati
| Gara | Circuito | Tempo       | Velocità    | Pole Position          | Giro veloce        | Vincitore              | Vettura     | Team             |
| ---- | -------- | ----------- | ----------- | ---------------------- | ------------------ | ---------------------- | ----------- | ---------------- |
| 1    | Fuji     | 1'36:33.664 | 180,54 km/h | Tsugio Matsuda         | Yuji Tachikawa     | Tsugio Matsuda         | Lola-Toyota | Team Impul       |
| 2    | Suzuka   | 1'25:29.495 | 175,25 km/h | Tsugio Matsuda         | Yuji Tachikawa     | Tsugio Matsuda         | Lola-Toyota | Team Impul       |
| 3    | Motegi   | 1'25:41.514 | 174,80 km/h | Tsugio Matsuda         | Tsugio Matsuda     | Tsugio Matsuda         | Lola-Toyota | Team Impul       |
| 4    | Okayama  | 1'32:24.751 | 163,44 km/H | Tsugio Matsuda         | Satoshi Motoyama   | Loïc Duval             | Lola-Honda  | Nakajima Racing  |
| 5    | Suzuka   | 54:58.386   | 190,14 km/h | Tsugio Matsuda         | Hiroaki Ishiura    | Tsugio Matsuda         | Lola-Toyota | Team Impul       |
| 6    | Suzuka   | 40:36.707   | 171,59 km/h | Satoshi Motoyama       | Roberto Streit     | Kohei Hirate           | Lola-Toyota | Team Impul       |
| 7    | Motegi   | 59:23.652   | 164,90 km/h | Tsugio Matsuda         | Roberto Streit     | Loïc Duval             | Lola-Honda  | Nakajima Racing  |
| 8    | Motegi   | 37:33.979   | 176,36 km/h | Takeshi Tsuchiya       | Takeshi Tsuchiya   | Seiji Ara              | Lola-Toyota | TOM'S Racing     |
| 9    | Fuji     | 44:53.719   | 179,22 km/h | João Paulo de Oliveira | Takashi Kogure     | João Paulo de Oliveira | Lola-Toyota | Kondō Racing     |
| 10   | Fuji     | 17:01.961   | 94,48 km/h  | Kosuke Matsuura        | Toshihiro Kaneishi | Kosuke Matsuura        | Lola-Honda  | Dandelion Racing |
| 11   | Sugo     | 1'29:50.637 | 153,36 km/h | Satoshi Motoyama       | Loïc Duval         | Tsugio Matsuda         | Lola-Toyota | Team Impul       |

### Classifica piloti
I punti sono assegnati secondo lo schema seguente:
| Sistema di punteggio | Sistema di punteggio | Sistema di punteggio | Sistema di punteggio | Sistema di punteggio | Sistema di punteggio | Sistema di punteggio | Sistema di punteggio | Sistema di punteggio | Sistema di punteggio | Sistema di punteggio | Sistema di punteggio | Sistema di punteggio |
| Pos.                 | 1                    | 2                    | 3                    | 4                    | 5                    | 6                    | 7                    | 8                    | 9                    | 10                   | PP                   |                      |
| -------------------- | -------------------- | -------------------- | -------------------- | -------------------- | -------------------- | -------------------- | -------------------- | -------------------- | -------------------- | -------------------- | -------------------- | -------------------- |
| Gara 1–4, 11         | 15                   | 12                   | 10                   | 8                    | 6                    | 5                    | 4                    | 3                    | 2                    | 1                    | 1                    |                      |
| Gara 5, 7, 9         | 10                   | 8                    | 6                    | 5                    | 4                    | 3                    | 2                    | 1                    | 0                    | 0                    | 1                    |                      |
| Gara 6, 8, 10        | 5                    | 4                    | 3                    | 2                    | 1                    | 0                    | 0                    | 0                    | 0                    | 0                    | 0                    |                      |

| Pos. | Pilota                 | FUJ | SUZ | MOT | OKA | SUZ | SUZ | MOT | MOT | FUJ | FUJ | SUG | Punti |
| ---- | ---------------------- | --- | --- | --- | --- | --- | --- | --- | --- | --- | --- | --- | ----- |
| 1    | Tsugio Matsuda         | 1   | 1   | 1   | Rit | 1   | 8   | 2   | 2   | 4   | 5   | 1   | 93,5  |
| 2    | Loïc Duval             | 10  | 10  | 3   | 1   | 6   | 2   | 1   | Rit | 2   | 7   | 3   | 62    |
| 3    | André Lotterer         | Rit | 3   | 2   | 2   | 2   | 4   | 11  | 7   | 5   | 4   | 12  | 49    |
| 4    | Kohei Hirate           | Rit | 2   | 6   | 3   | 5   | 1   | Rit | NP  | INF | INF | 5   | 42    |
| 5    | Takashi Kogure         | 6   | 5   | Rit | 9   | 3   | 7   | 5   | Rit | 3   | 6   | 2   | 41    |
| 6    | João Paulo de Oliveira | Rit | Rit | 9   | 11  | 4   | 5   | 3   | 3   | 1   | 8   | 6   | 33    |
| 7    | Yuji Tachikawa         | 2   | 17  | 7   | 4   | 17  | 12  | 4   | 4   | 9   | 9   | 15  | 31    |
| 8    | Benoît Tréluyer        | 4   | 7   | Rit | 8   | Rit | 13  | 15  | Rit | 7   | 2   | 4   | 27    |
| 9    | Ronnie Quintarelli     | 5   | 8   | Rit | 7   | 10  | 9   | Rit | 13  | 6   | 3   | 7   | 21,5  |
| 10   | Takuya Izawa           | Rit | 9   | 4   | 5   | 12  | Rit | Rit | 12  | 18  | 17  | 8   | 19    |
| 11   | Satoshi Motoyama       | Rit | 4   | 16  | Rit | 8   | 3   | 9   | 5   | 14  | 14  | Rit | 14    |
| 12   | Naoki Yokomizo         | Rit | 6   | 11  | 6   | 7   | 6   | Rit | 11  | 12  | 12  | Rit | 12    |
| 13   | Roberto Streit         | 3   | 15  | Rit | Rit | 11  | 10  | Rit | 9   | 19  | 18  | 10  | 11    |
| 14   | Seiji Ara              | Rit | 11  | 10  | 10  | 13  | 11  | 7   | 1   | 10  | 10  | 16  | 9     |
| 15   | Toshihiro Kaneishi     | 11  | Rit | 5   | 14  | Rit | 14  | 6   | Rit | 16  | 20  | 11  | 9     |
| 16   | Hiroaki Ishiura        | 7   | 13  | 8   | Rit | 14  | Rit | 13  | 8   | 17  | 16  | 9   | 9     |
| 17   | Takeshi Tsuchiya       | 8   | 14  | 14  | 12  | 16  | Rit | 8   | 14  | 11  | 11  | 14  | 4     |
| 18   | Kosuke Matsuura        | 12  | 16  | 12  | 13  | 9   | Rit | 10  | 6   | 8   | 1   | 13  | 3,5   |
| 19   | Yuji Ide               | 9   | 18  | 15  | Rit | 15  | Rit | 12  | Rit | Rit | 19  | 17  | 2     |
| 20   | Hiroki Yoshimoto       |     |     |     |     | 18  | 15  | 14  | 10  |     |     |     | 0     |
| 21   | Katsuyuki Hiranaka     | Rit | 12  | 13  | 15  |     |     |     |     | 15  | 15  | Rit | 0     |
| 22   | Richard Lyons          |     |     |     |     |     |     |     |     | 13  | 13  |     | 0     |
| Pos  | Pilota                 | FUJ | SUZ | MOT | OKA | SUZ | SUZ | MOT | MOT | FUJ | FUJ | SUG | Punti |

| Colore  | Risultato             |
| ------- | --------------------- |
| Oro     | Vincitore             |
| Argento | 2º posto              |
| Bronzo  | 3º posto              |
| Verde   | Finito a punti        |
| Blu     | Finito senza punti    |
| Viola   | Ritirato (Rit)        |
| Viola   | Non classificato (NC) |
| Rosso   | Non qualificato (NQ)  |
| Nero    | Squalificato (SQ)     |
| Bianco  | Non partito (NP)      |
| Bianco  | Non ha gareggiato     |
| Bianco  | Infortunato (INF)     |
| Bianco  | Escluso (ES)          |
| Bianco  | Gara cancellata (C)   |